# Архимон Седейра, Беатрис
Беатрис Архимон Седейра (исп. Beatriz Argimón Cedeira; род. 14 августа 1961, Монтевидео) — государственный и политический деятель Уругвая. Нотариус и член Национальной партии (НП), занимала должность вице-президента страны с 1 марта 2020 по 1 марта 2025 года, став первой женщиной на этом посту. Окончила Республиканский университет, где изучала тематику прав человека, семейного и ювенального права. В период с 2000 по 2010 год занимала должность заместителя председателя департамента Монтевидео, а с 2009 года стала членом совета Национальной партии.

## Биография

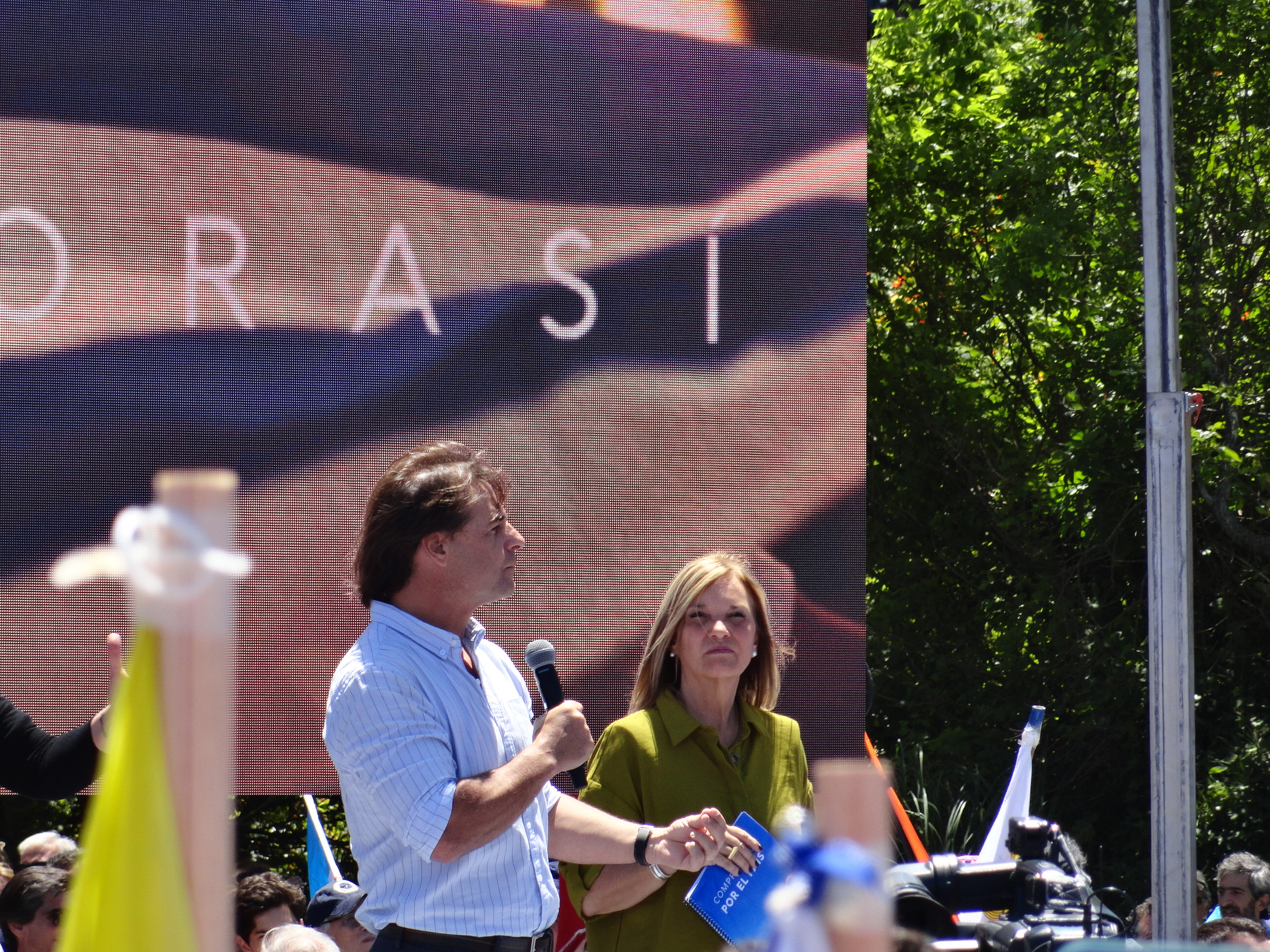
Луис Альберто Лакалье Поу (слева) и Беатрис Архимон (справа) на выступлении в Монтевидео.

В 1977 году начала политическую деятельность в возрасте 16 лет, а через 30 лет занимала должности советника и депутата Уругвая. Является защитником прав женщин в палате представителей, а также была одной из основательниц «Политической женской сети» и «Двухпалатного женского собрания» парламента Уругвая.
Во время президентского срока Луис Альберто Лакалье Поу стала директором «Национального института несовершеннолетних» (INAME), в настоящее время «Институт детей и подростков Уругвая» (INAU). Вместе с Хулией Поу основала группу «Acción Comunitaria» и была избрана депутатом на срок с 2000 по 2005 год. Позже присоединилась к «Wilsonist Current» и была избрана депутатом на период с 2005 по 2010 год. Стала первой женщиной в истории Национальной партии, переизбранной последовательно.
В течение 2007 года провозгласила независимость в рамках ПН. На президентских праймериз 2009 года представила собственный список, в котором поддержала кандидатуру Хорхе Ларраньяга.
В 2014 году поддержала кандидатуру Луиса Альберто Лакалье Поу на должность президента Уругвая, будучи одним из его заместителей в сенате. Являлась секретарём совета директоров Национальной партии, а 16 апреля 2018 года стала первой женщиной-председателем этой партии. На президентских праймериз 2019 года Луис Лакалье Поу набрал 53 % голосов и назначил Беатрис Архимон своим кандидатом на пост вице-президента на предстоящих выборах.

## Другая деятельность
С 2008 по 2011 год работала экспертом в программе канала «Teledoce» — «Esta boca es mía». С 2015 года является президентом Учебно-тренировочного центра «Josefa Oribe». В 2016 году вела программу на кабельном телевидении под названием «Diseñarte».
14 декабря 2009 года вышла замуж за Хорхе Фернандеса Рейесеа. Имеет двоих детей от предыдущего брака.